# Brakskär
Brakskär är en ö i skärgården utanför Iggesund i Hudiksvalls kommun, Gävleborgs län. På ön finns ett 30-tal fritidshus.